# Carnegie Institution for Science
Die Carnegie Institution for Science ist eine Stiftung, die 1902 von Andrew Carnegie gegründet wurde. Ihr ursprünglicher Name Carnegie Institution of Washington (CIW) wurde 2007 geändert, da sich nur ein Teil der Einrichtungen in Washington, D.C. befindet.

## Tätigkeitsschwerpunkte
Gegenwärtig unterstützt das CIW wissenschaftliche Forschung hauptsächlich auf sechs Gebieten an mehreren Standorten: Pflanzenbiologie (Department of Plant Biology an der Stanford University), Entwicklungsbiologie (Department of Embryology in Baltimore), Globale Ökologie (Department of Global Ecology an der Stanford University), Geowissenschaften und Planetologie sowie Astronomie (Department of Terrestrial Magnetism in Washington, D.C. und an den Standorten der Observatorien des Instituts). Die astronomischen Projekte werden durch die Carnegie Observatories (OCIW) betrieben, einer Unterabteilung der Carnegie Institution for Science mit Sitz in Pasadena (Kalifornien).

## Geschichte
Andrew Carnegie erklärte sich nach seinem Rückzug aus dem Geschäftsleben als Philanthrop bereit, zehn Millionen US-Dollar für ein neues Wissenschaftsinstitut zu stiften. Er informierte US-Präsident Theodore Roosevelt über seinen Plan und suchte sich 27 Personen für den board of trustees (einem Stiftungsrat vergleichbar) aus. Das Gremium traf sich zur ersten Sitzung am 29. Januar 1902. Die Carnegie Institution selbst wurde formell am 7. Dezember 1903 durch einen Gründungsakt des US-Kongresses ins Leben gerufen. Der erste Präsident des CIW war Daniel Coit Gilman, der Gründer der Johns Hopkins Medical School.

### Astronomie und Geophysik
Einer der ersten bedeutenden Nutznießer der Stiftung war 1904 George Ellery Hale. Das OCIW unterstützte die Fertigstellung des 60-Inch-Hale-Teleskops auf Mount Wilson. 1917 wurde mit Unterstützung des OCIW das größere 100-Inch-Hooker-Teleskop fertiggestellt. Ein weiteres bedeutendes Teleskop, das mit Hilfe der Carnegie Institution of Washington erstellt wurde, war das 200-Inch-Teleskop des Palomar Observatory.
Das gegenwärtige Hauptobservatorium der Carnegie Institution of Washington ist das Las Campanas-Observatorium in Chile. Das OCIW ist zudem die führende Institution im Rahmen der Baumaßnahmen für das Giant Magellan Telescope.
Einen großen Ruf in der Geophysik hatte auch das Department of Terrestrial Magnetism der Carnegie Institution.

### Genetik und Eugenik
1920 wurde das Eugenics Record Office in Cold Spring Harbor, New York mit der Station for Experimental Evolution zusammengeschlossen. Die neugebildete Forschungseinheit wurde sozusagen zur Genetik-Abteilung des CIW. Das Laboratorium wurde von der CIW bis 1939 unterstützt (Schließung des Labors 1944). Außerdem unterstützt das CIW jedoch genetische Forschungen. So sind unter den berühmten Nutznießern der Stiftung z. B. die Nobelpreisträger Barbara McClintock und Alfred Hershey zu nennen.

### Maya-Forschung
Das CIW unterstützte zwischen 1910 und 1940 die archäologischen Forschungen auf der Halbinsel Yucatán. Hierzu gehörten Ausgrabungen (unter Leitung Sylvanus G. Morleys) so bekannter Maya-Städte wie Chichén Itzá und Copán.

## Sonstige Carnegie-Stiftungen
- Im Jahr 1910 gründete Carnegie mit 10 Millionen Dollar eine Stiftung unter dem Namen Carnegie Endowment for International Peace.

## Bedeutende Forscher an der Carnegie Institution of Washington
- Edwin Hubble (1889–1953), Astronom
- Charles Francis Richter (1900–1985), Seismologe
- John Adam Fleming (1877–1956), Geophysiker
- Barbara McClintock (1902–1992), Genetikerin und Botanikerin
- Alfred Hershey (1908–1997), Chemiker, Biochemiker, Mikrobiologe, Genetiker, Zellbiologe und Medizin-Nobelpreisträger
- Vera Rubin (1928–2016), Astronomin
- Andrew Fire (RNA-Interferenz) (* 1959), Biologe
- Tatiana Avenirovna Proskouriakoff (1909–1985), Altamerikanistin und Illustratorin
- Erik Hauri (1966–2018), Geochemiker und Planetenforscher

## Präsidenten der Carnegie Institution of Washington
- Daniel Coit Gilman (1902–1904)
- Robert Simpson Woodward (1904–1920)
- John Campbell Merriam (1921–1938)
- Vannevar Bush (1939–1955)
- Caryl Parker Haskins (1956–1971)
- Philip Abelson (1971–1978)
- James D. Ebert (1978–1987)
- Edward E. David Jr. (Acting President, 1987–1988)
- Maxine Singer (1989–2002)
- Michael E. Gellert (Acting President, Januar bis April 2003)
- Richard A. Meserve (April 2003–August 2014)
- Matthew P. Scott (September 2014–Dezember 2017)
- Eric Isaacs (seit Juli 2018)